# Спицкио-Совиљијана (Фиренца)
Спицкио-Совиљијана је насеље у Италији у округу Фиренца, региону Тоскана.
Према процени из 2011. у насељу је живело 8249 становника. Насеље се налази на надморској висини од 32 м.